# Corn Dog
Ein Corn Dog (englisch für „Maishund“, der „dog“ darin ist eine Kurzform von „hot dog“) ist ein US-amerikanischer Imbiss. Er besteht aus einem Würstchen, das von einer Maisteighülle umgeben ist und in heißem Öl frittiert (seltener gebacken) wird.
Ursprünglich ohne Stiel angeboten, werden Corn Dogs mittlerweile fast ausschließlich mit einem meist runden Holzstiel serviert; es sind jedoch auch etwa pflaumengroße Mini-Corn-Dogs erhältlich. Erstmals angeboten wurden Corny Dogs von Neil Fletcher 1942 auf der Texas State Fair. Der erste „gestielte“ Corn Dog war der 1946 von Ed Waldmire Jr. gemeinsam mit seinem Freund Don Strand entwickelte Cozy Dog, der noch heute (Stand 2016) im Cozy Dog Drive In in Springfield, Illinois, verkauft wird.
In Australien trägt der Imbiss die Bezeichnung Dagwood Dog, Pluto Pup oder Dippy Dog, je nach Region.

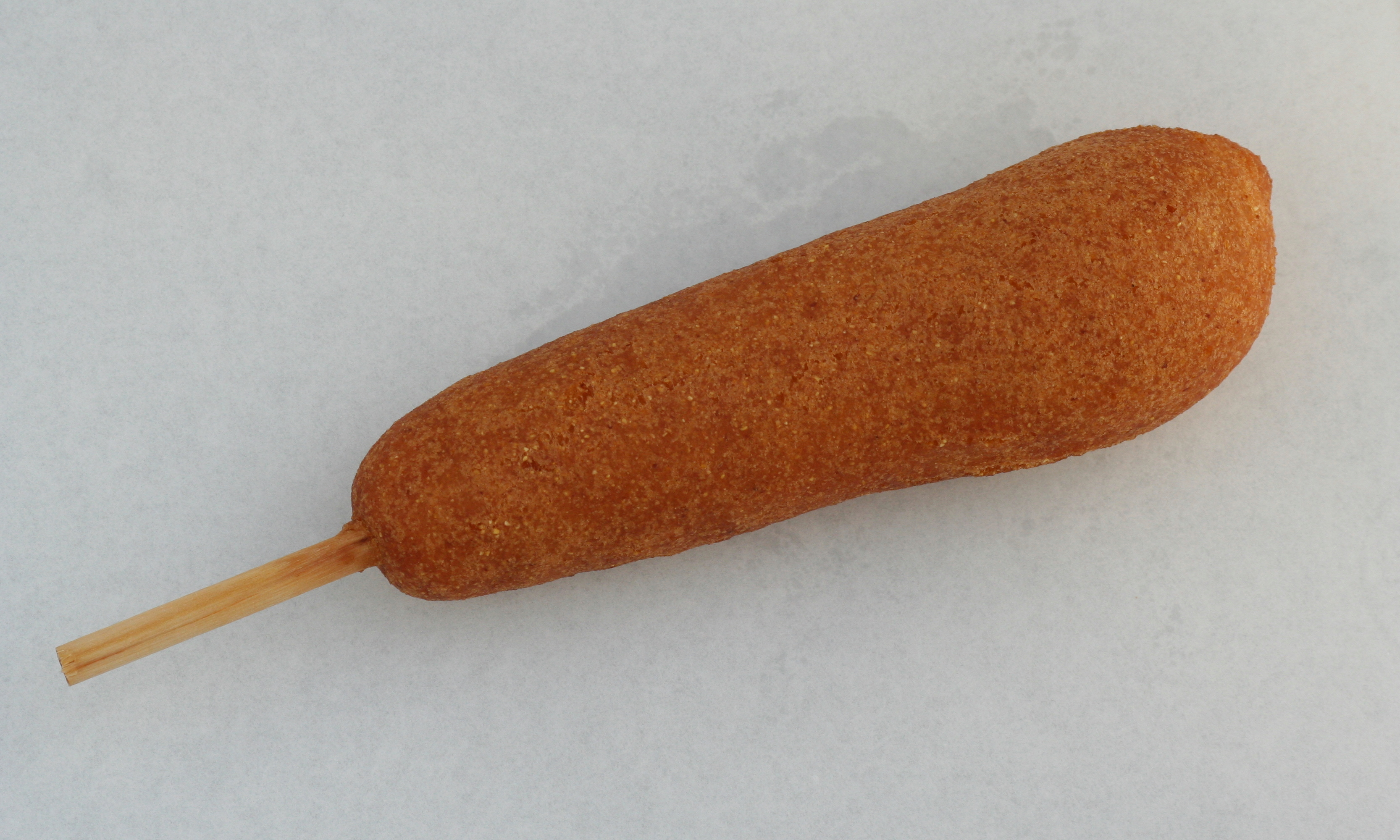
Corn Dog von außen
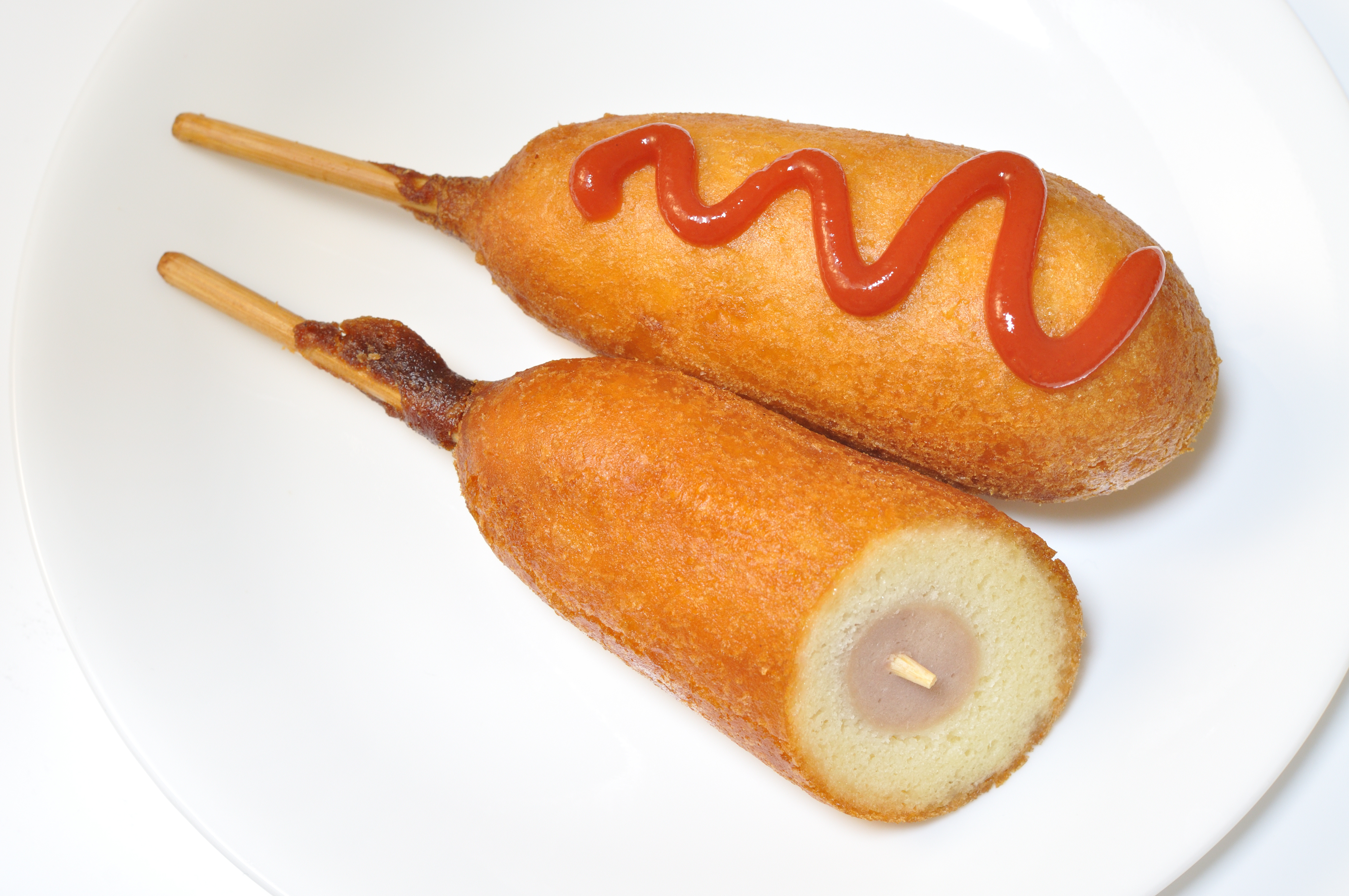
Corn Dog im Querschnitt
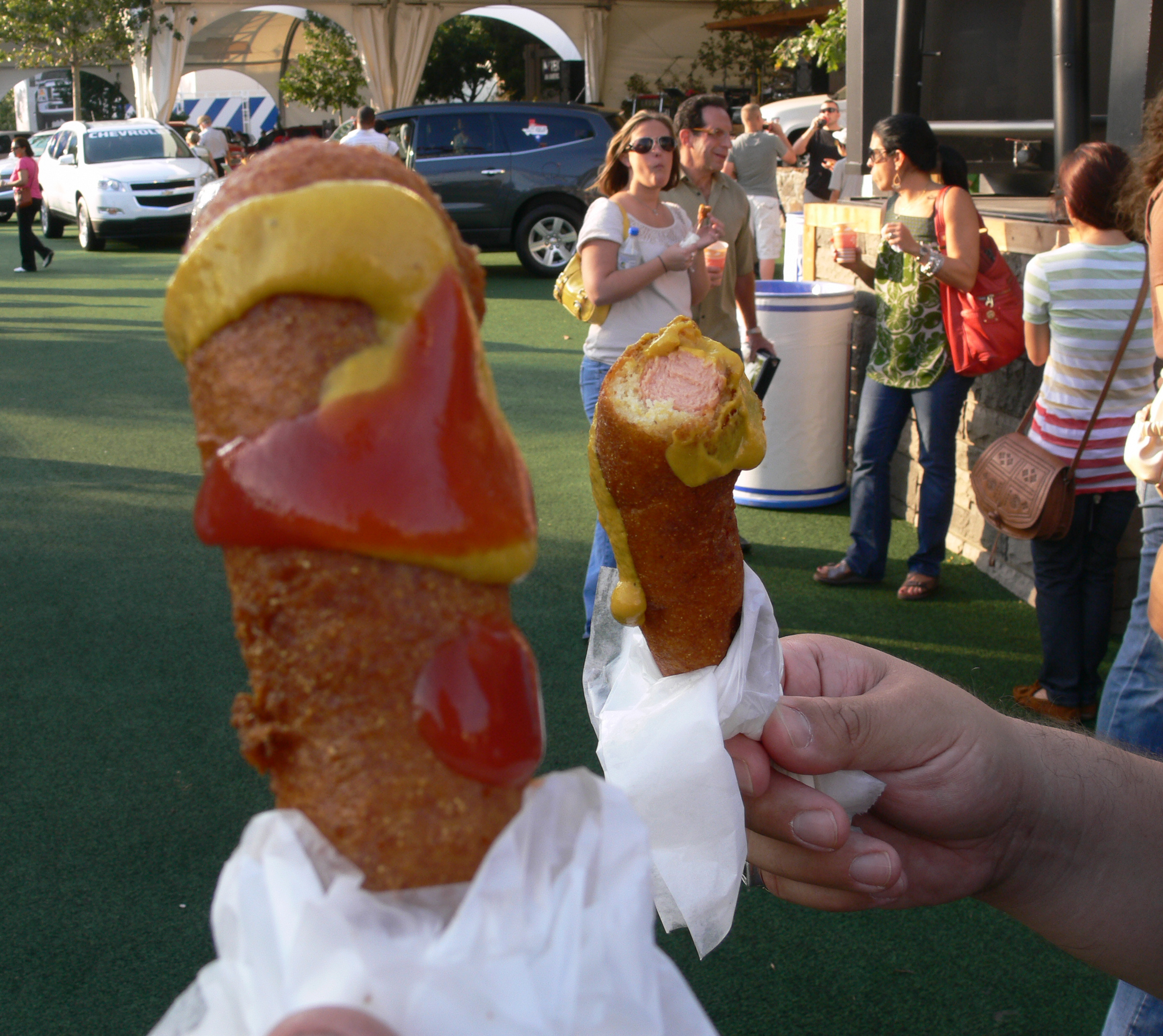
„Corny Dogs“ mit Ketchup und Senf an der „Texas State Fair“ 2008
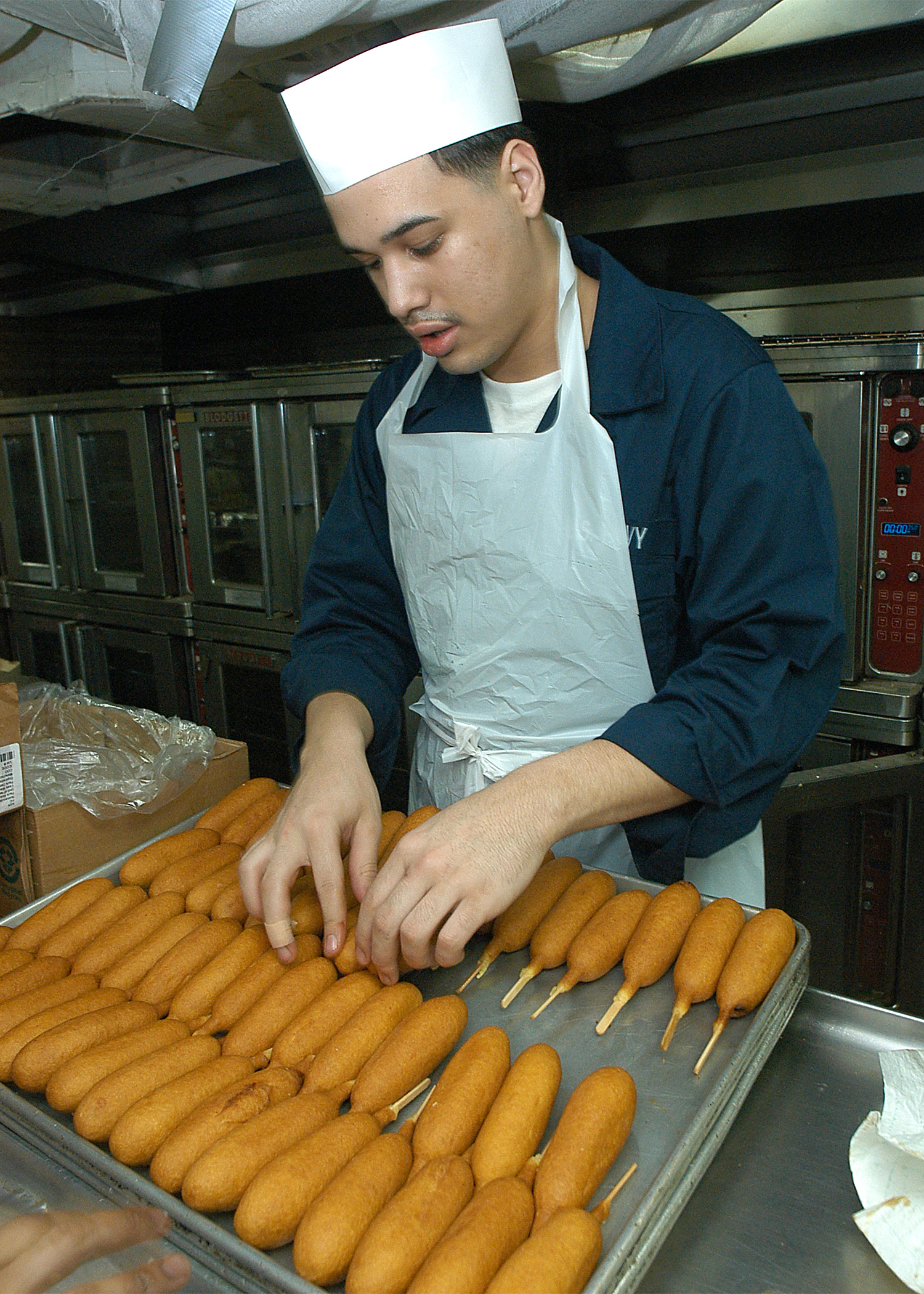
Corn Dogs in der Kombüse der George Washington